# Toragrella longipes
Toragrella longipes is een hooiwagen uit de familie Sclerosomatidae.